# وليام ديتيرلي
وليام ديتيرلي (بالألمانية: William Dieterle)‏ (15 يوليو 1893 - 9 ديسمبر 1972)، وهو ممثل ومخرج ألماني أمريكي، هاجر إلى الولايات المتحدة عام 1930 ليهجر الوضع السياسي المتدهور. عمل في هوليوود في المقام الأول بصفته مخرجًا لمعظم حياته المهنية، وأصبح مواطنًا أمريكيًا في عام 1937. 
تشمل أفلامه الشهيرة ذا ديفل آند دانييل ويبستر (الشيطان ودانييل وبستر)، وذا ستوري أوف لويس باستور (قصة لويس باستور) عام 1936، وذا هانتشباك أوف نوتر دام. فاز فيلمه ذا لايف أوف إميل زولا (حياة إميل زولا)عام 1937 بجائزة الأوسكار لأفضل فيلم، وهي ثاني سيرة ذاتية تفوز بها.

## النشأة والحياة المهنية
وُلِد وليام ديتيرلي في لودفيغسهافن، الطفل الأصغر من بين تسعة أطفال، لعامل المصانع يعقوب وبيرثي (دوير) ديتيرلي. عاش في فقر كبير عندما كان طفلَا، وكسب المال بوسائل مختلفة، بما في ذلك النجارة وبصفته بائع خردة. أصبح مهتمًا بالمسرح في وقت مبكر وأنتج عروضًا مسرحيةً في حظيرة العائلة للأصدقاء والعائلة.
التحق ديتيرلي في سن السادسة عشر بفرقة فنية مسرحية متنقلة بصفته رجلًا متعدد الحرف، ومبدلَ مناظر الروايات المسرحية، وممثلًا متدربًا. سرعان ما مهد طموحه ونظراته الجيدة اللافتة للنظر طريقه للحصول على أدوار كممثل رومانسي رئيسي في الإنتاج المسرحي. جذب انتباه مخرج المسرح ماكس راينهارد عام 1919 في برلين، الذي وظفه كممثل في إنتاجاته حتى عام 1924. بدأ التمثيل في الأفلام الألمانية في عام 1921 لكسب المزيد من المال وسرعان ما أصبح ممثلًا للشخصية الشعبية. عادةُ ما صور «فلاحي البلد» أو البسطاء باستمتاع وشعبية كبيرة، لكنه كان طموحًا لبدء حياته المهنية كمخرج. تزوج ديتيرلي من شارلوت هاغنبروخ في عام 1921، وهي ممثلة ولاحقًا كاتبة سيناريو.
استخدم ديتيرلي أمواله الخاصة في إنتاج فيلمه الأول مان باي ذا واي سايد في عام 1923. بناءً على قصة قصيرة لليو تولستوي، شارك في بطولة الفيلم الشابة مارلينه ديتريش. قال ديتيرلي عن الفيلم بعد سنوات: «كنا فقط أربعة أو خمسة أشخاص صغارًا، ومتحمسين، وثوريين، أردنا فعل شيء مختلف. لقد أخرجناه، لم يربح أي أموال، لكنه عُرِض وكانت التجربة مثيرة للاهتمام». في عام 1924 ترك ديتيرلي فرقة راينهارد وشكل فرقته المسرحية الخاصة في برلين، على الرغم من أنها لم تنجح ولم تدم طويلًا. عاد أيضًا إلى التمثيل السينمائي لعدة سنوات وظهر في أفلام ألمانية بارزة مثل واكس ووركس عام 1924، وفاوست للمخرج فريدريك مورناو عام 1926. أسس ديتيرلي وزوجته عام 1927 شركتهم الخاصة للإنتاج، تشيرا فيلم. عاد ديتيرلي إلى إخراج الأفلام، مثل سكس إن تشينس، وأدى دورًا رئيسيًا أيضًا.

## حياته المهنية لاحقًا
تراجعت حياة ديتيرلي المهنية في الخمسينيات من القرن العشرين في زمن المكارثية. على الرغم من أنه لم يُدرج مباشرة في القائمة السوداء أبدًا، لكن فيلمه التحرري بلوكيد عام 1938، بالإضافة إلى الأشخاص الذين عمل معهم، اعتقدوا أنه مشتبه فيه. عمل هو وزوجته في ثلاثينيات القرن العشرين على المساعدة في إخراج الناس من ألمانيا النازية، ومنحوا المساعدة للعديد من الأصدقاء اليساريين، بمن فيهم برتولت بريشت. قال ديتيرلي عن هذه الفترة: «على الرغم من أنني لم أكن على دراية بأي قائمة سوداء، لكنني يجب أن أكون على قائمة رمادية لأنني لم أستطع الحصول على أي عمل».
واصل إنتاج الأفلام الأمريكية في الخمسينيات، بما في ذلك فيلم نوار ذا ترنينغ بوينت عام 1952، وسالومي عام 1953، مع الممثلة ريتا هيوارث. توقف إنتاج فيلم إلفنت ووك عام 1954 مع إليزابيث تايلور لمدة ثلاثة أشهر عندما لم تسمح وزارة الخارجية لديتيرلي بالسفر إلى سيلان. صور فيلمين إضافيين في هوليود قبل العودة إلى أوروبا: سيرة حياة ريتشارد فاغنر، ماجيك فاير(1955) لشركة ريبابلك بيكتشرز وعمر خيام (1957).
صور بعض الأفلام في ألمانيا وإيطاليا، وفشل فيلمه كويك، ليت آس مارج عام 1964، المعروف أيضًا باسم ذا كنفشن أو سفن ديفرينت ويز، في الولايات المتحدة مع جينجر روجرز قبل تقاعده في عام 1965.
يُذكر ديتيرلي لارتدائه قبعة كبيرة وقفازات بيضاء دائمًا. كان هذا بسبب الحاجة إلى تغيير الأدوار بسرعة من ممثل إلى فني دون تلويث يديه في بداية حياته المهنية.

## الأعمال
- حلم ليلة صيف
- قصة لويس باستور
- حياة إميل زولا
- الشيطان ودانييل وبستر

## الجوائز
الفوز:
- ضابط الصليب من وسام استحقاق جمهورية ألمانيا الاتحادية

الترشيحات:
- جائزة الأوسكار لأفضل مخرج.

## روابط خارجية
- وليام ديتيرلي على موقع IMDb (الإنجليزية)
- وليام ديتيرلي على موقع الموسوعة البريطانية (الإنجليزية)
- وليام ديتيرلي على موقع روتن توميتوز (الإنجليزية)
- وليام ديتيرلي على موقع مونزينجر (الألمانية)
- وليام ديتيرلي على موقع ألو سيني (الفرنسية)
- وليام ديتيرلي على موقع أول موفي (الإنجليزية)
- وليام ديتيرلي على موقع قاعدة بيانات الأفلام السويدية (السويدية)
- وليام ديتيرلي على موقع إن إن دي بي (الإنجليزية)
- وليام ديتيرلي على موقع قاعدة بيانات الفيلم (الإنجليزية)
- وليام ديتيرلي على موقع كينوبويسك (الروسية)